# Лідери ескадрених міноносців типу «Ле Фантаск»
Лідери ескадрених міноносців типу «Ле Фантаск» (фр. Classe Le Fantasque) або відомі як лідери есмінців типу «Ле Террібль» (фр. Classe Le Terrible) — клас військових кораблів з 6 лідерів ескадрених міноносців, що випускалися французькими суднобудівельними компаніями у 1931—1933 роках. За французькою кваліфікацією великий ескадрений міноносець або контр-міноносець (фр. contre-torpilleur). Поєднували в собі високу швидкість (понад 40 вузлів) та відмінне озброєння. Брали участь у Другій світовій війні на боці обох Французьких режимів.

## Лідери ескадрених міноносців типу «Ле Фантаск»
| № | Корабель       | Виготовлювач                                                                        | На честь     | Закладено         | Спущено           | У строю         | Статус |
| - | -------------- | ----------------------------------------------------------------------------------- | ------------ | ----------------- | ----------------- | --------------- | --- |
| 1 | «Ле Тріомфан»  | Ateliers et chantiers de France-Dunkerque, Дюнкерк                                  | тріумфальний | 28 березня 1930   | 16 квітня 1934    | 25 травня 1936  | 6 грудня 1954 року списаний на брухт |
| 2 | «Ле Фантаск»   | Arsenal de Lorient, Лор'ян                                                          | фантастичний | 15 листопада 1931 | 15 березня 1934   | 10 березня 1935 | 2 травня 1957 року списаний на брухт |
| 3 | «Ле Мален»     | Forges et Chantiers de la Méditerranée, Ла-Сейн-сюр-Мер                             | мудріший     | 16 листопада 1931 | 17 серпня 1933    | 1 травня 1936   | 3 лютого 1964 року списаний на брухт |
| 4 | «Ле Террібль»  | Chantiers Navals Français, Бленвіль-сюр-Орн/Ateliers et Chantiers de la Loire, Нант | грізний      | 8 грудня 1931     | 30 листопада 1933 | 1 жовтня 1935   | 29 червня 1962 року списаний на брухт |
| 5 | «Л'Одасье»     | Arsenal de Lorient, Лор'ян                                                          | відважний    | 16 листопада 1931 | 17 серпня 1933    | 1 травня 1936   | 23 вересня 1940 року затоплений австралійським важким крейсером «Австралія»; відновлений 11 березня 1941 року. 7 травня 1943 року затоплений у порту Бізерти союзною авіацією. 14 грудня 1943 року піднятий, але визнаний таким, що не підлягає ремонту і розібраний на запасні частини для «Ле Тріомфан», «Ле Фантаск» і «Ле Террібль» |
| 6 | «Л'Ендомтабль» | Forges et chantiers de la Méditerranée, Ла-Сейн-сюр-Мер                             | несамовитий  | 25 січня 1932     | 7 грудня 1933     | 10 лютого 1935  | 7 березня 1944 року потоплений у порту Тулона американською авіацією |